# Matthew Lewis (fotografo)
Matthew Lewis (McDonald, 8 marzo 1930 – Thomasville, 2 ottobre 2024) è stato un fotoreporter statunitense.

## Biografia
Nel 1975 vinse il Premio Pulitzer per il miglior servizio fotografico, ricevendo apprezzamento sia per le foto in bianco e nero sia per quelle a colori. Nel corso della sua carriera lavorò per The Washington Post (primo afroamericano ad avervi preso servizio) e per il Thomasville Times. Seguì i funerali di John Fitzgerald Kennedy e molte manifestazioni antirazziste. Coi suoi scatti descrisse anche la vita sociale di Washington.
Lewis è morto ultranovantenne nel 2024. 